# Liste d'élections en 1905
Chronologie des élections
- 1901
- 1902
- 1903
- 1904
- 1905
- 1906
- 1907
- 1908
- 1909

Cet article recense les élections organisées durant l'année 1905.

## Événements géopolitiques d'intérêt national ou international en 1905
Cette section concerne des événements d'intérêt géopolitique relatifs à des états souverains, éventuellement fédéraux mais qui ne soient ni élections ni référendums. Ces événements peuvent être d'intérêt national, voire international, d'origine nationale ou étrangère.
| Date         | État          | Événement |
| ------------ | ------------- | --- |
| 18 juin      | Hongrie       | En raison de la défaite de son parti aux élections législatives, le président du Conseil István Tisza démissionne. Le général Géza Fejérváry lui succède avant de céder sa place à Sándor Wekerle en 1906; Face à l’opposition grandissante, István Tisza a recours aux élections, mais est battu et le parti libéral perd la majorité absolue pour la première fois depuis 1867, et perd la première place au profit des indépendantistes. L’état-major impérial songe alors à une intervention militaire et à la suspension de la Constitution hongroise (22 août). François-Joseph Ier d’Autriche refuse mais choisit la fermeté en imposant le gouvernement extraparlementaire de Géza Fejérváry. |
| 15 septembre | Hongrie       | « Vendredi rouge ». Une crise constitutionnelle en Hongrie est provoquée par la question du suffrage universel, qui aurait provoqué la perte des élections pour les indépendantistes par le vote des minorités : une manifestation organisée devant le parlement de Budapest est violemment réprimée. |
| 26 octobre   | Suède-Norvège | Après le Référendum norvégien sur la dissolution de l'union avec la Suède du 13 août et plusieurs semaines de négociation, l'union personnelle de la Norvège et de la Suède est dissoute. |

## Élections nationales en 1905
Cette section concerne les élections législatives et présidentielles dans un état souverain, éventuellement fédéral, ainsi que leurs principaux référendums.
| Date                           | État       | Élection ou référendum           | Contexte | Résultat |
| ------------------------------ | ---------- | -------------------------------- | --- | --- |
| 4 février 1904 - 20 avril 1905 | États-Unis | Sénat (en)                       | | Cette section est vide, insuffisamment détaillée ou incomplète. Votre aide est la bienvenue ! Comment faire ? |
| 1905                           | Équateur   | Présidentielle (es)              | | Cette section est vide, insuffisamment détaillée ou incomplète. Votre aide est la bienvenue ! Comment faire ? |
| 22 janvier                     | Uruguay    | Législatives (en)                | | Cette section est vide, insuffisamment détaillée ou incomplète. Votre aide est la bienvenue ! Comment faire ? |
| 1er - 9 février                | Roumanie   | Générales (en)                   | | Cette section est vide, insuffisamment détaillée ou incomplète. Votre aide est la bienvenue ! Comment faire ? |
| 20 février                     | Grèce      | Législatives                     | | Cette section est vide, insuffisamment détaillée ou incomplète. Votre aide est la bienvenue ! Comment faire ? |
| 19 mars                        | Suisse     | Référendum (de)                  | Arrêté fédéral portant sur la « protection des inventions »                                                                                     | Accepté |
| Mai                            | Liberia    | Présidentielle (nl)              | | Cette section est vide, insuffisamment détaillée ou incomplète. Votre aide est la bienvenue ! Comment faire ? |
| 13 juin                        | Luxembourg | Législatives                     | | Cette section est vide, insuffisamment détaillée ou incomplète. Votre aide est la bienvenue ! Comment faire ? |
| 16 juin                        | Pays-Bas   | 2de Chambre (nl)                 | | Cette section est vide, insuffisamment détaillée ou incomplète. Votre aide est la bienvenue ! Comment faire ? |
| 10 juillet                     | Serbie     | Législatives (en)                | | Cette section est vide, insuffisamment détaillée ou incomplète. Votre aide est la bienvenue ! Comment faire ? |
| 10 septembre                   | Espagne    | Générales                        | | Cette section est vide, insuffisamment détaillée ou incomplète. Votre aide est la bienvenue ! Comment faire ? |
| 29 octobre                     | Suisse     | Fédérales                        | | Cette section est vide, insuffisamment détaillée ou incomplète. Votre aide est la bienvenue ! Comment faire ? |
| 12 - 13 novembre               | Norvège    | Référendum                       | Le gouvernement du nouvel état indépendant de Norvège demande à la population l'autorisation de proposer le trône au prince Charles de Danemark | Approuvé. Charles de Danemark règnera sous le nom de Haakon VII                                               |
| 27 novembre                    | Monténégro | Assemblée constitutionnelle (en) | | Cette section est vide, insuffisamment détaillée ou incomplète. Votre aide est la bienvenue ! Comment faire ? |
| 1er décembre                   | Cuba       | Présidentielle (en)              | | Cette section est vide, insuffisamment détaillée ou incomplète. Votre aide est la bienvenue ! Comment faire ? |
| 12 décembre                    | Portugal   | Législatives (en)                | | Cette section est vide, insuffisamment détaillée ou incomplète. Votre aide est la bienvenue ! Comment faire ? |

## Élections en subdivisions nationales en 1905
Cette section concerne les élections législatives dans un État fédéré, une subdivision territoriale ou une colonie d'un État souverain, ainsi que leurs principaux référendums.
| Date                   | Subdivision           | État               | Élection ou référendum | Contexte | Résultat |
| ---------------------- | --------------------- | ------------------ | ---------------------- | --- | --- |
| 1905                   | Îles Féroé            | Danemark           | Générales (en)         | | Cette section est vide, insuffisamment détaillée ou incomplète. Votre aide est la bienvenue ! Comment faire ? |
| 25 janvier             | Ontario               | Canada             | Générales              | | Cette section est vide, insuffisamment détaillée ou incomplète. Votre aide est la bienvenue ! Comment faire ? |
| 26 janvier - 4 février | Hongrie               | Autriche-Hongrie   | Législatives (en)      | | Cette section est vide, insuffisamment détaillée ou incomplète. Votre aide est la bienvenue ! Comment faire ? |
| 6 mars                 | Zambézie du Sud       | Rhodésie           | Législatives (en)      | L'élection devait avoir lieu le 6 mars 1905, mais finalement, tous les sièges ont été pourvus par des nominations sans opposition le 6 février et aucun scrutin n'a donc été organisé. | Sièges attribués sans opposition.                                                                             |
| 6 mars - 28 décembre   | Suède                 | Suède-Norvège      | 1re Chambre (sv)       | | Cette section est vide, insuffisamment détaillée ou incomplète. Votre aide est la bienvenue ! Comment faire ? |
| 22 mars - 8 avril      | Fidji                 | Empire britannique | Générales (en)         | | Cette section est vide, insuffisamment détaillée ou incomplète. Votre aide est la bienvenue ! Comment faire ? |
| 12 avril               | Yukon                 | Canada             | Générales (en)         | | Cette section est vide, insuffisamment détaillée ou incomplète. Votre aide est la bienvenue ! Comment faire ? |
| 27 mai                 | Australie-Méridionale | Australie          | Législatives (en)      | | Cette section est vide, insuffisamment détaillée ou incomplète. Votre aide est la bienvenue ! Comment faire ? |
| 13 août                | Norvège               | Suède-Norvège      | Référendum             | Référendum norvégien sur la dissolution de l'union avec la Suède | Dissolution approuvée.                                                                                        |
| 1er - 30 septembre     | Suède                 | Suède-Norvège      | 2de Chambre (sv)       | | Cette section est vide, insuffisamment détaillée ou incomplète. Votre aide est la bienvenue ! Comment faire ? |
| 27 octobre             | Australie-Occidentale | Australie          | Législatives           | | Cette section est vide, insuffisamment détaillée ou incomplète. Votre aide est la bienvenue ! Comment faire ? |
| 9 novembre             | Alberta               | Canada             | Générales              | | Cette section est vide, insuffisamment détaillée ou incomplète. Votre aide est la bienvenue ! Comment faire ? |
| 6 - 20 décembre        | Nouvelle-Zélande      | Empire britannique | Législatives           | | Cette section est vide, insuffisamment détaillée ou incomplète. Votre aide est la bienvenue ! Comment faire ? |
| 13 décembre            | Saskatchewan          | Canada             | Générales              | | Cette section est vide, insuffisamment détaillée ou incomplète. Votre aide est la bienvenue ! Comment faire ? |